# Campylaspis quadriplicata
Campylaspis quadriplicata is een zeekommasoort uit de familie van de Nannastacidae. De wetenschappelijke naam van de soort is voor het eerst geldig gepubliceerd in 1968 door Lomakina.